# Осада Сантуарио-де-Нуэстра-Сеньора-де-ла-Кабеса
Осада Сантуарио-де-Нуэстра-Сеньора-де-ла-Кабеса (исп. Asedio del Santuario de Nuestra Señora de la Cabeza) проходила с 14 сентября 1936 года по 1 мая 1937 года во время гражданской войны в Испании. Республиканская армия окружила возле Андухара, провинция Хаэн, около 1200 гражданских гвардейцев и фалангистов, которые поддерживали националистов, и вынудила их сдаться после затяжной осады.

## Ход событий
После начала мятежа военных в июле 1936 года многие группы гражданской гвардии, поддержавшие мятежников, отступили из своих гарнизонов к вершинам холмов, монастырям и другим легко защищаемым пунктам. Самой долго сопротивлявшейся группой мятежников был лагерь в Сантуарио-де-Нуэстра-Сеньора-де-ла-Кабеса в Андалузии.
В августе 1936 года 250 гражданских гвардейцев из Хаэна с семьями, 100 фалангистов и около 1000 буржуа из Андухара отступили к местному месту паломничества Сантуарио-де-Нуэстра-Сеньора-де-ла-Кабеса, недалеко от Андухара. В течение первых месяцев войны на них не было совершено нападений, потому что республиканский комитет Андухара не знал, что святое место было занято мятежниками. Собрав хороший запас продовольствия, гражданская гвардия, руководимая капитаном Сантьяго Кортесом, в сентябре 1936 года объявила войну республиканским властям, которые в ответ начали осаду укрепленного лагеря мятежников.
В декабре 1936 года Южная армия Кейпо де Льяно начала наступление, чтобы занять Андухар и освободить осажденных, но в январе 1937 года наступление было остановлено в Лопере. Несмотря на это осажденные получали помощь самолётами националистов, которые вылетали из Кордовы и Севильи и сбрасывали в лагерь боеприпасы и продовольствие. Голубиной почтой отправлялись сообщения.
В апреле 1937 года республиканское правительство решило подавить сопротивление мятежников и направило большие силы (20 000 человек) во главе с майором Мартинесом Картоном. Республиканские войска разделили анклав мятежников на две части и захватили лагерь Лугар-Нуэво. После этого Франко разрешил Кортесу эвакуировать женщин и детей и сдаться, если сопротивление станет невозможным, но Кортес отказался от эвакуации. 30 апреля Кортес был ранен, а 1 мая после артобстрела и танковой атаки республиканцы ворвались в Сантуарио-де-Нуэстра-Сеньора-де-ла-Кабеса и пленили её защитников, оставшихся в живых.